# Poříčí (Boršov nad Vltavou)
Poříčí je jednou ze čtyř částí obce Boršov nad Vltavou v okrese České Budějovicev Jihočeském kraji. Leží na pravém břehu řeky Vltavy zhruba šest kilometrů jihozápadně od Českých Budějovic. V někdejší samostatné vesnici v roce 2011 trvale žilo 770 obyvatel a s protilehlým levobřežním Boršovem vytváří jeden sídelní útvar, nadto směrem k východu stavebně téměř splývá se Včelnou.

## Historie
Ač současné Poříčí tvoří s Boršovem jednu obec, osudy obou vesnic a jejich držitelů bývaly po staletí odlišné. Do písemných pramenů Poříčí vstupuje roku 1379, kdy se připomíná vladyka Bušek z Poříčí (Bussko de Porzieczie) erbu šikmé střely. Za husitských válek sídlila na Poříčí Buškova dcera Barbora. V roce 1417 je jako majitel uváděn Petr Svatomír z Doudleb. Kromě toho zde byl další dvůr, který byl majetkem Aleše ze Všeradic. V roce 1453 se jako majitel uvádí Václav Talafous z Dobřan, po něm Bernard Talafous. V 16. století se držitelé z řad nižší šlechty často měnili, byli jimi postupně Markvart z Hřebene, Adam Sudek z Dluhé, Jan Krenauer z Křenova, někdy od roku 1546 Blažej Pibr z Olešnice, jehož syn Blažej mladší prodal Poříčí Janu Kalkreiterovi z Kalkreitu. Po Kalkreiterech přišli v roce 1593 Spandeliové z Griensingu (vesnice tehdy čítala 14 poddanských usedlostí), od roku 1596 Vamberští z Rohatec. Dalšímu majiteli Janu Jiřímu Tluksovi z Vrábí bylo zboží pro účast na stavovském povstání zkonfiskováno a roku 1621 připadlo klášteru dominikánů v Českých Budějovicích. Po zrušení kláštera za josefinských reforem roku 1785 se v držení poříčského panství vystřídalo několik českobudějovických měšťanů, poslední zdejší vrchností byl od roku 1840 úspěšný podnikatel Vojtěch Lanna starší.  Až do sklonku 18. století vedla právě přes Poříčí hlavní silnice z Českých Budějovic na jih, do Kamenného Újezda, na níž nade vsí stávala zájezdní hospoda Cukmantl. Po přeložení silnice do prostoru nynější Včelné se sice Poříčí na čas ocitlo stranou důležitých komunikací, ale už na sklonku dvacátých let 19. století přes ně byla protažena koněspřežné železnice z Českých Budějovic do Lince, později přeměněná na parostrojní provoz, V Poříčí se usadilo několik průmyslových podniků, nejvýznamnějším z nich, který zdárně přetrvává do dnešních časů, je továrna na těstoviny bratří Zátků, zřízená roku 1884 na břehu Vltavy nade vsí. Počátkem devadesátých let 19. století spojil Poříčí s Boršovem železniční most nové trati do Českého Krumlova, silniční most mezi oběma obcemi vyrostl teprve v období 1916 až 1917.

## Obyvatelstvo
| Rok            | 1840 | 1869 | 1880 | 1890 | 1900 | 1910 | 1921 | 1930 | 1950 | 1961 | 1970 | 1980 | 1991 | 2001 | 2011 | 2021 |
| -------------- | ---- | ---- | ---- | ---- | ---- | ---- | ---- | ---- | ---- | ---- | ---- | ---- | ---- | ---- | ---- | ---- |
| Počet obyvatel | 190  | 286  | 310  | 354  | 388  | 407  | 413  | 409  | 440  | 478  | 540  | 495  | 396  | 427  | 770  | 903  |
| Počet domů     | 26   | 35   | 41   | 44   | 52   | 53   | 51   | 76   | 86   | 181* | 95   | 91   | 105  | 115  | 226  | 275  |

* (počet domů za rok 1961 včetně Boršova)

## Obecní správa
Od roku 1850 se Poříčí stalo samosprávnou obcí. K administrativnímu sloučení Boršova s Poříčím došlo nakrátko v letech 1943 až 1945 za německé okupace, definitivně pak roku 1949.

## Pamětihodnosti
- Zámek Poříčí - klasicistní zámek ve svém jádru obsahuje někdejší gotickou a renesanční tvrz. Je obklopen anglickým parkem z 19. století, který zde založil Vojtěch Lanna starší. Po dlouhém chátrání byl v letech 2016–2019 zrekonstruován na komunitní centrum a soukromé byty.[9][10]
- Hubatkova vila - secesní vila z konce 19. století, dnes sídlo dětského domova
- výklenková kaple svatého Jana Nepomuckého
- výklenková kaple svatého Petra se sochou Panny Marie Budějovické na vrcholu
- bývalý zájezdní hostinec Cukrmandl poprvé zmíněn jako Zukermantel v desátých letech 18. století[11]
- zaniklý železniční most přes Vltavu z let 1893 až 1894, měl ocelovou příhradovou konstrukci o dvou polích se svrchními oblouky - dnes jen zachovaný zbytek přetvořený na pouliční lampu u obecního úřadu
- sokolovna z let 1921 až 1922
- bývalá továrna na mýdlo s věžovým vodojemem z roku 1921

## Další fotografie

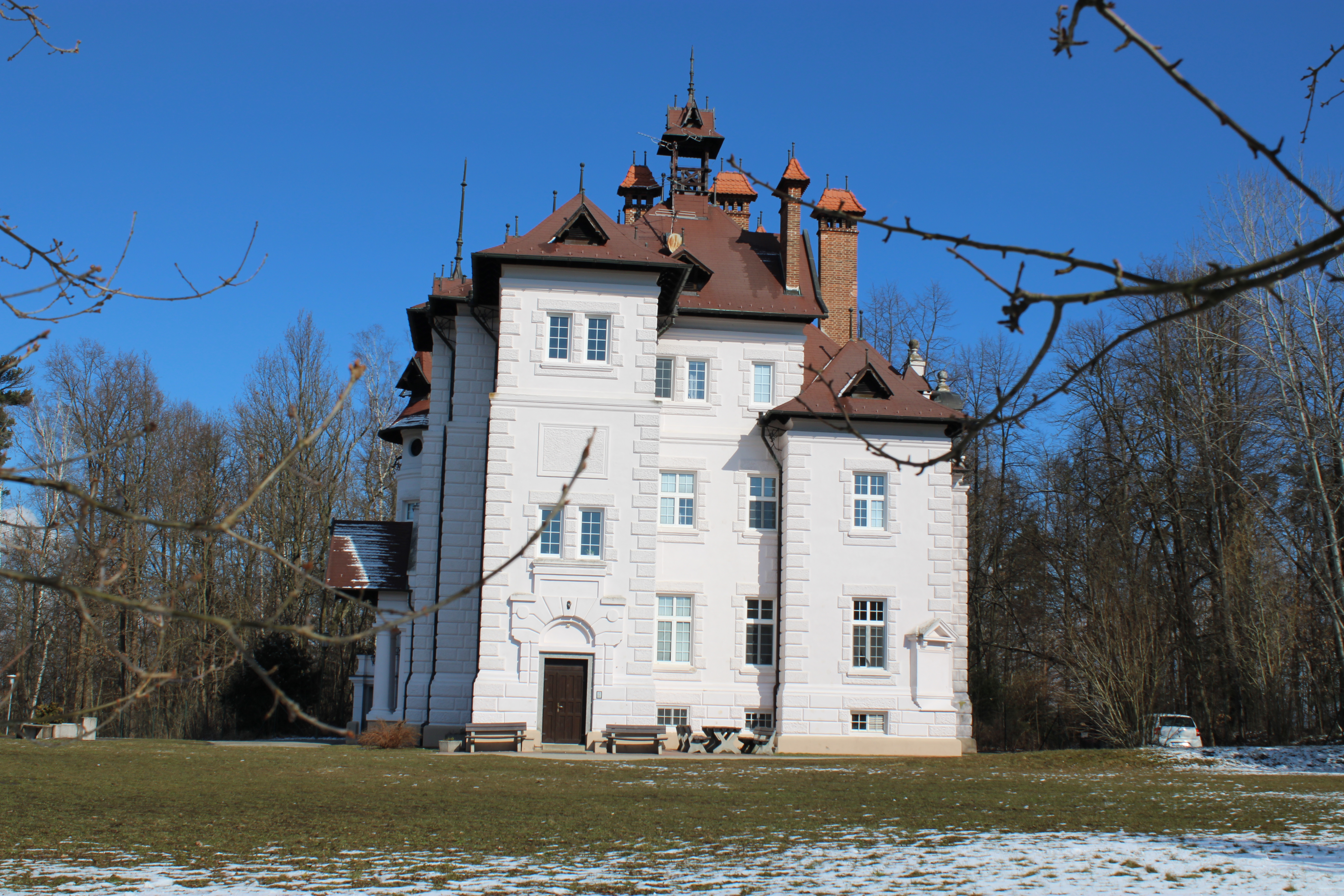
Hubatkova vila
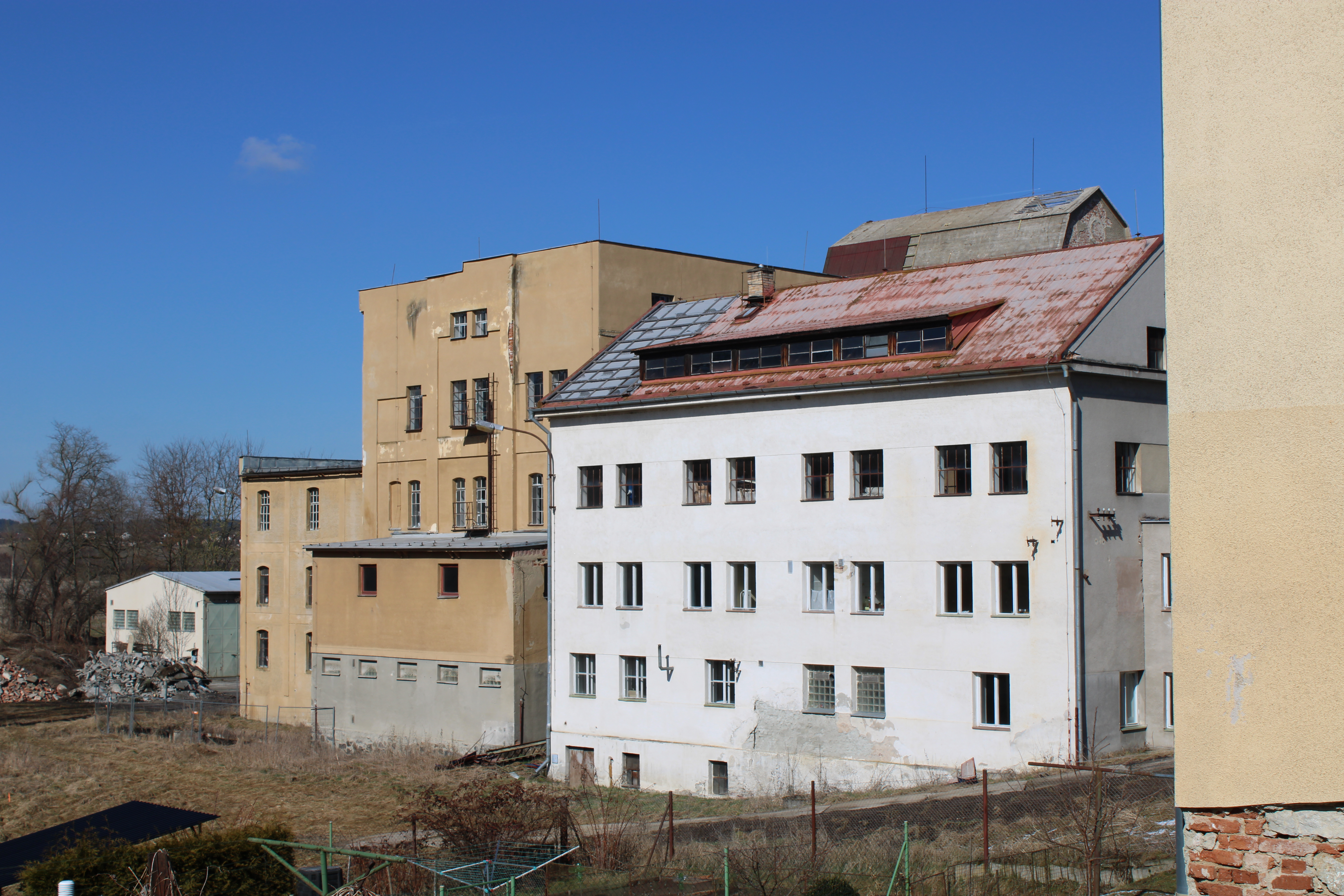
starý mlýn
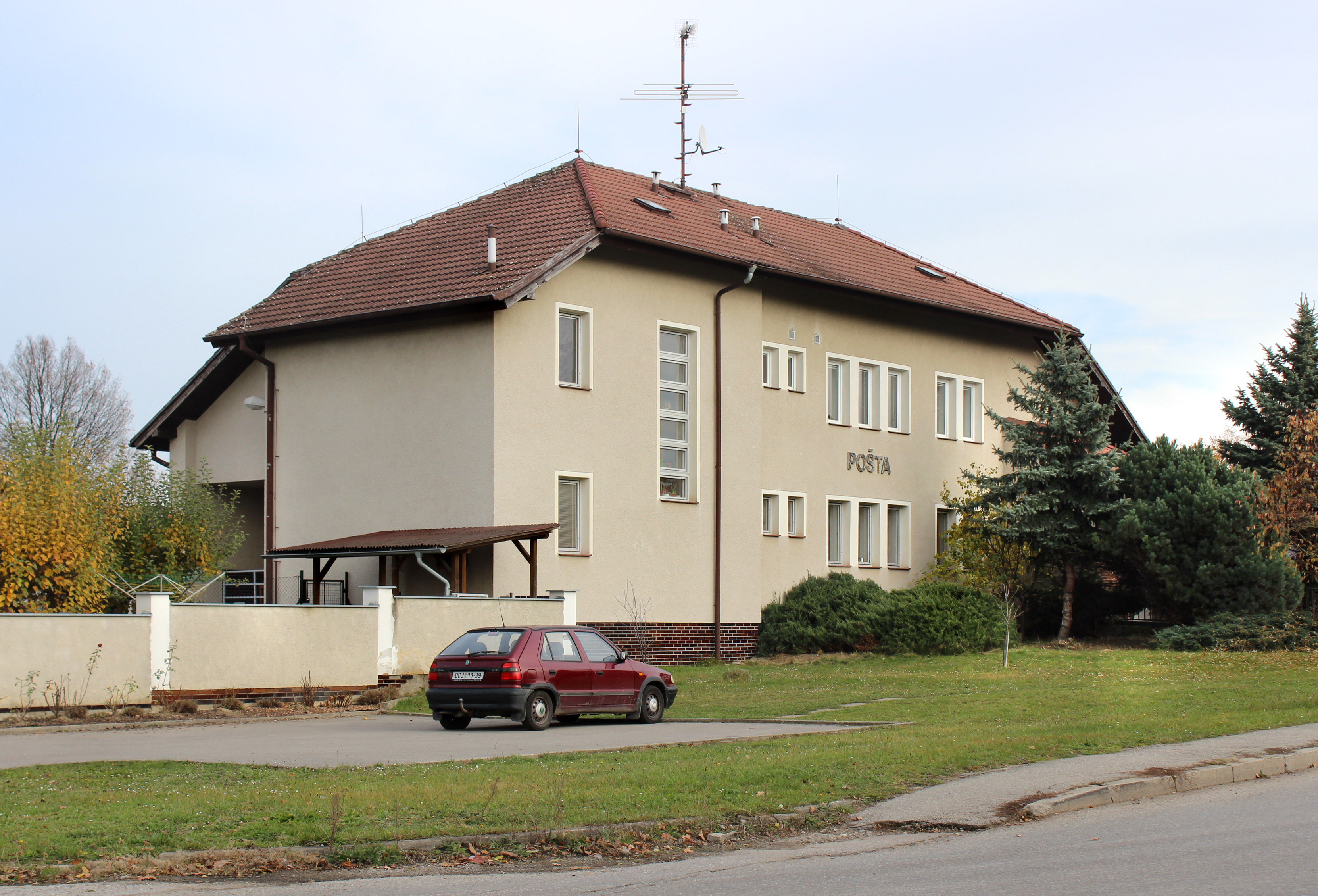
poštovní úřad
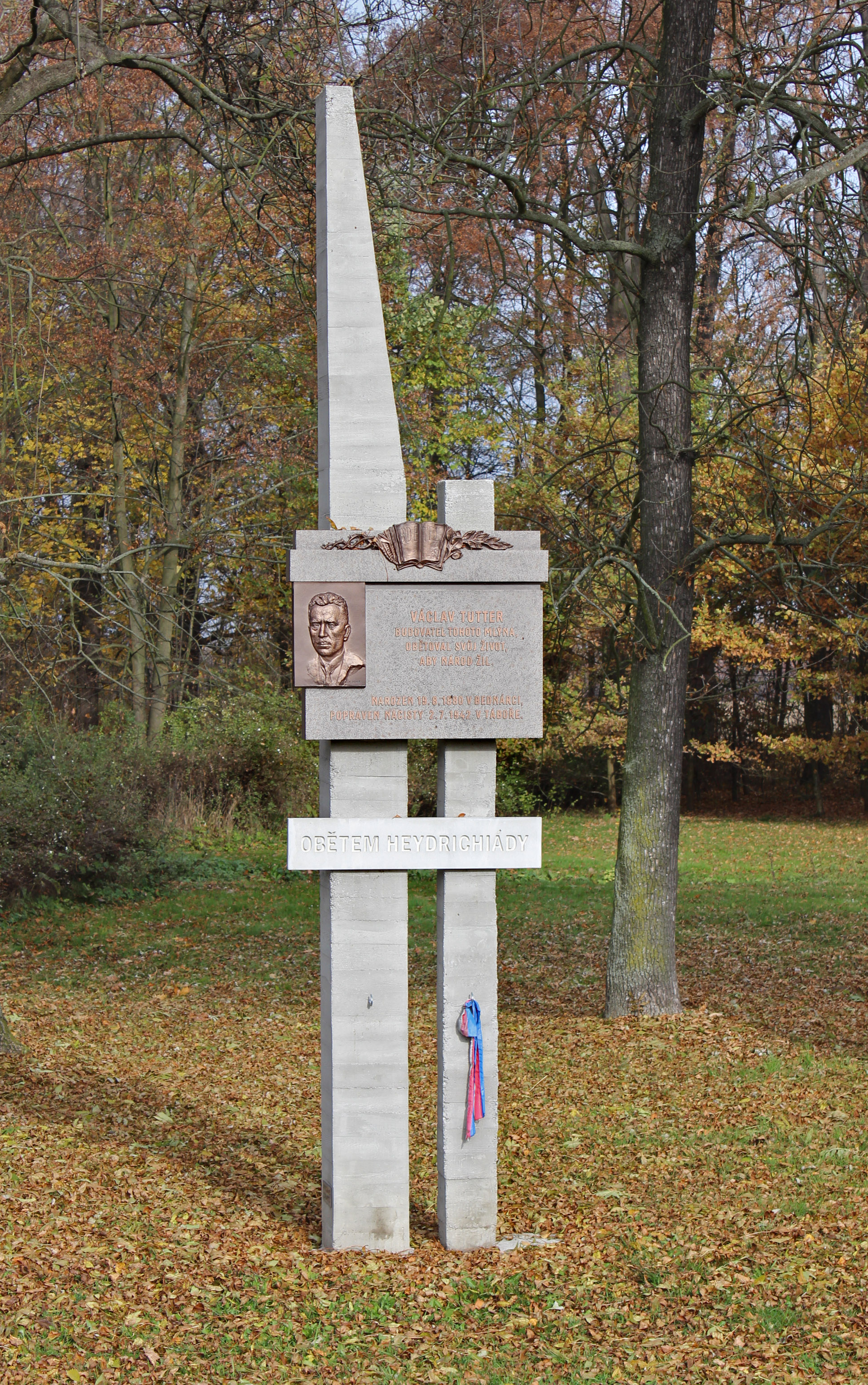
památník Václava Tuttera
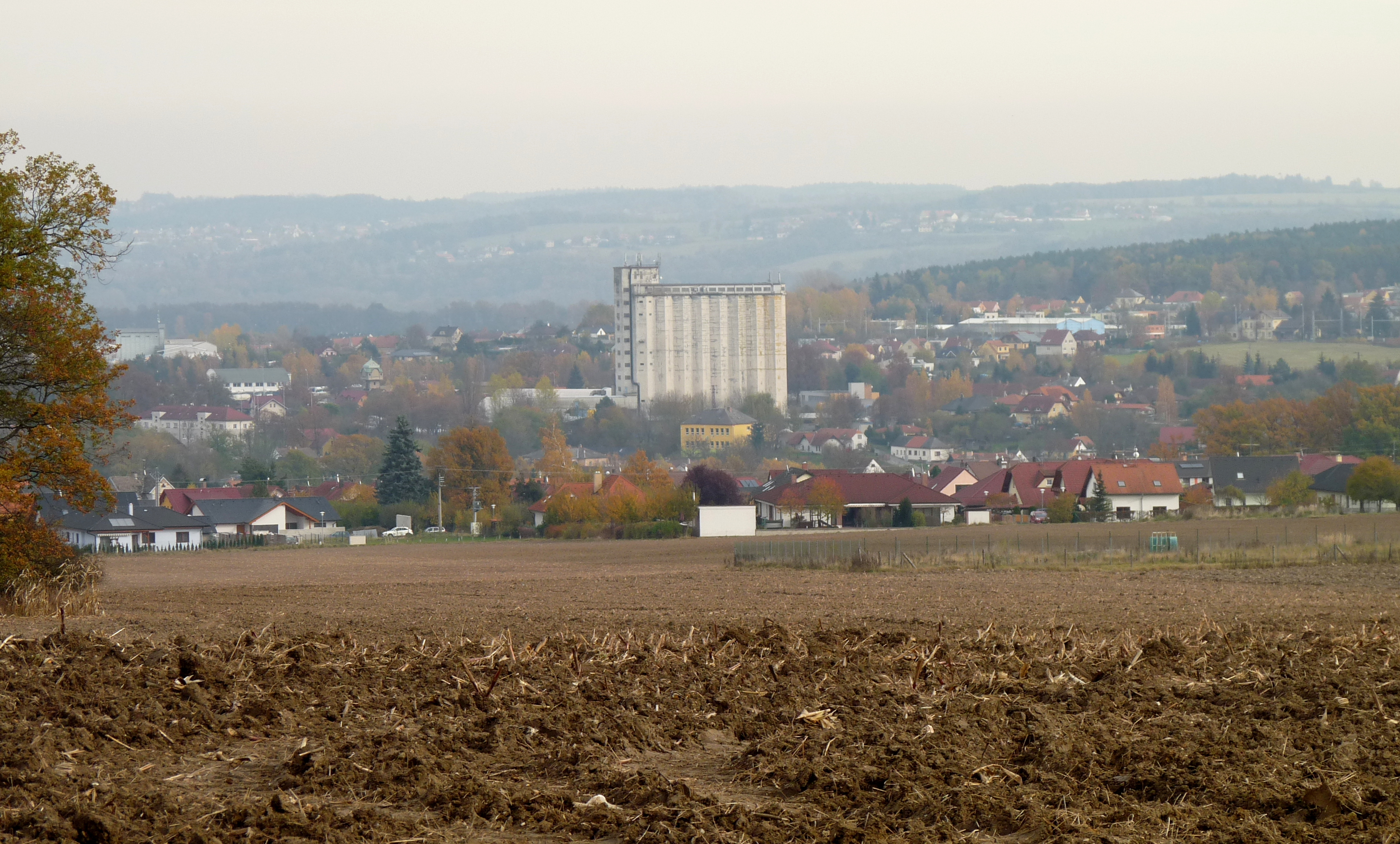
pohled k Poříčí od západu
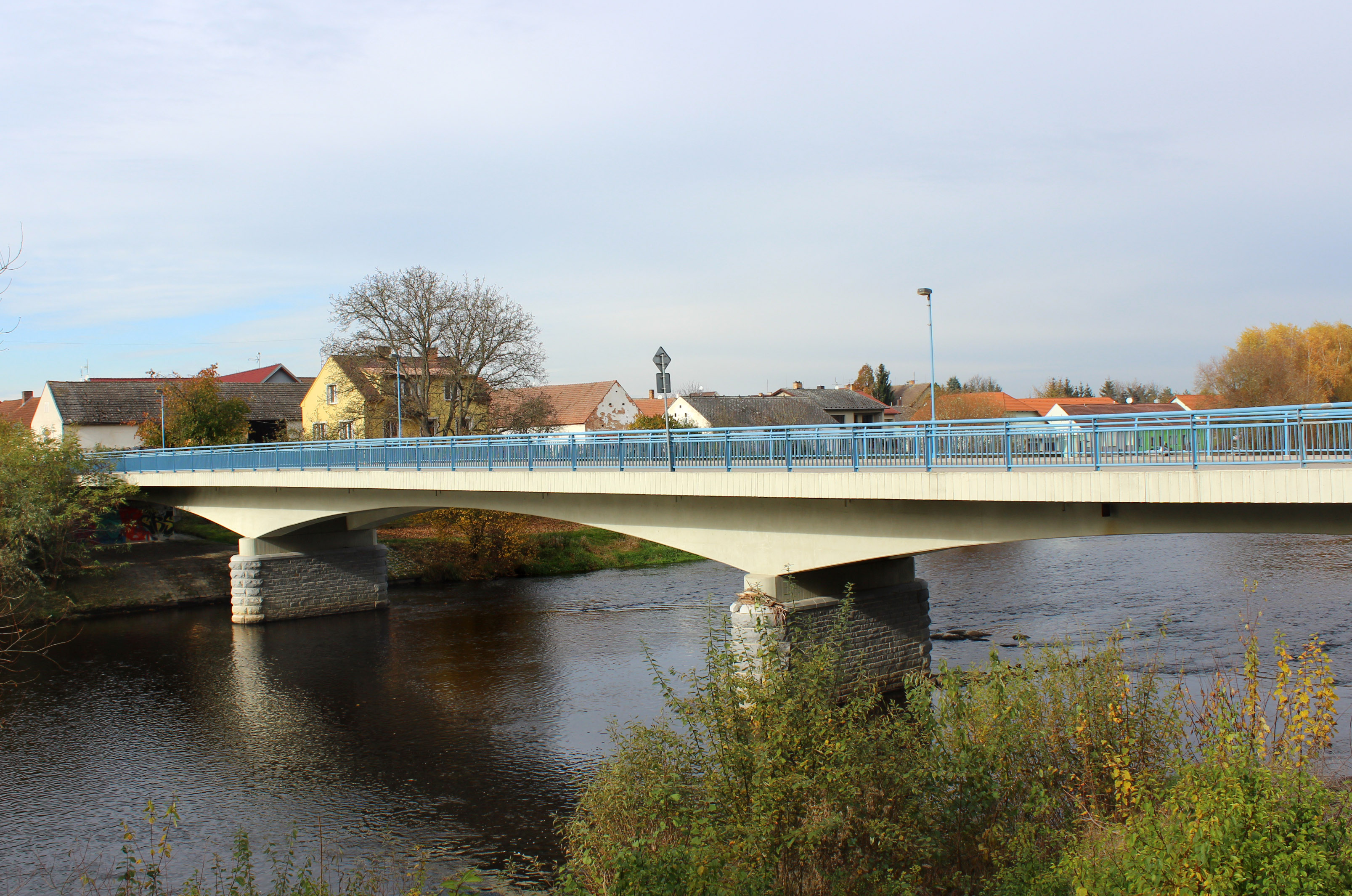
silniční most přes Vltavu